# St. Georg (Neuenkleusheim)

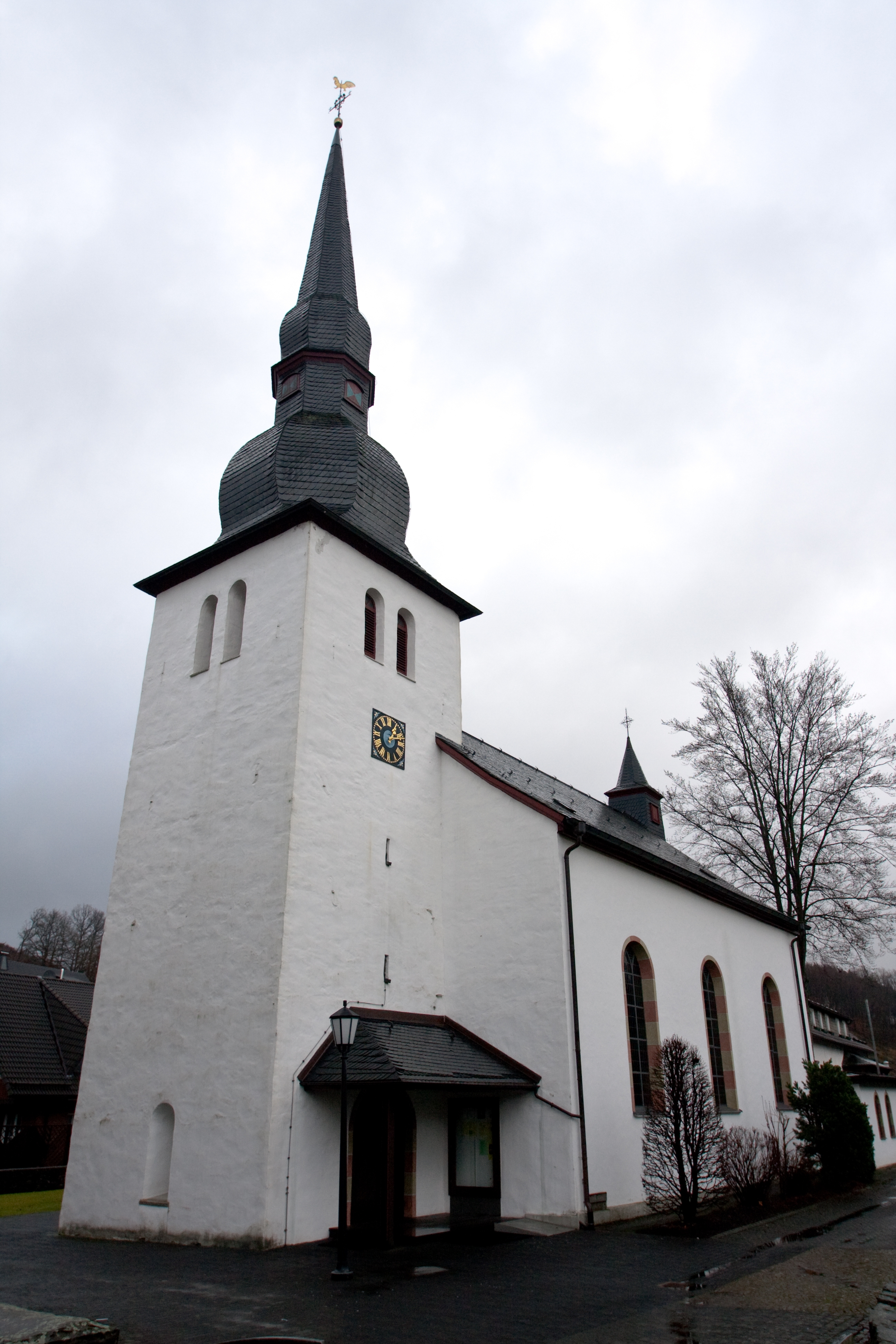
Pfarrkirche St. Georg

Die katholische Pfarrkirche St. Georg  ist ein denkmalgeschütztes Kirchengebäude in Neuenkleusheim, einem Ortsteil der Kreisstadt Olpe in Nordrhein-Westfalen.

## Geschichte und Architektur
Der einfache, verputzte Saalbau mit Rundbogenöffnungen wurde 1827/28 errichtet. Der Chor ist trapezförmig eingezogen. Der barocke Westturm mit einer hohen geschwungenen Haube ist von 1727. Im Innenraum wurde eine einheitliche Flachdecke auf schrägem Ansatz mit Profilgesims eingezogen.

## Ausstattung
- Die Kreuzigungsgruppe mit einem lebensgroßen Kruzifixus wurde im 18. Jahrhundert aus Lindenholz geschaffen.
- Der Orgelprospekt mit Beschlagwerkornament ist mit 1663 bezeichnet. Die Orgel stand ursprünglich im ehemaligen Kloster Drolshagen und ist ein Geschenk des Hessischen Landgrafen.